# Paul Schickhardt (Amtsvorsteher)
Paul Schickhardt (* 7. Juni 1835 in Friedrichstal; † 30. März 1893 vermutlich in Ulm) war ein deutscher Oberamtmann.

## Leben
Schickhardt studierte von 1854 bis 1858 Regiminalwissenschaften in Tübingen. Er war Mitglied der Burschenschaft Nordland, der späteren Verbindung Normannia Tübingen. Er legte 1858 die erste und 1859 die zweite höhere Dienstprüfung ab.
Danach trat er in die württembergische Innenverwaltung ein. Er leitete von 1877 bis 1885 als Oberamtmann das Oberamt Neresheim. Anschließend war er von 1885 bis 1893 als Regierungsrat bei der Regierung des Donaukreises in Ulm tätig.
Schickhardt war evangelischer Konfession.

## Auszeichnungen
- 1886: Ritterkreuz 1. Klasse des Friedrichsordens